# Arra-Maïda
Arra-Maïda est une aborigène de Tasmanie que plusieurs membres de l'expédition vers les Terres australes conduite par Nicolas Baudin rencontrèrent en janvier 1802 sur les rivages de l'île Bruny alors que les navires ayant pris part à ce voyage d'exploration scientifique relâchaient dans le canal d'Entrecasteaux. Accompagnée d'un groupe de femmes, elle partagea avec Jérôme Bellefin, François Heirisson et François Péron une intimité qui leur permit de se livrer à de précieuses observations anthropologiques. Son existence n'est connue que par les comptes-rendus laissés par ces explorateurs, en particulier le Voyage de découvertes aux terres australes publié par Péron en 1807.